# Evangelische Kirche (Randerath)

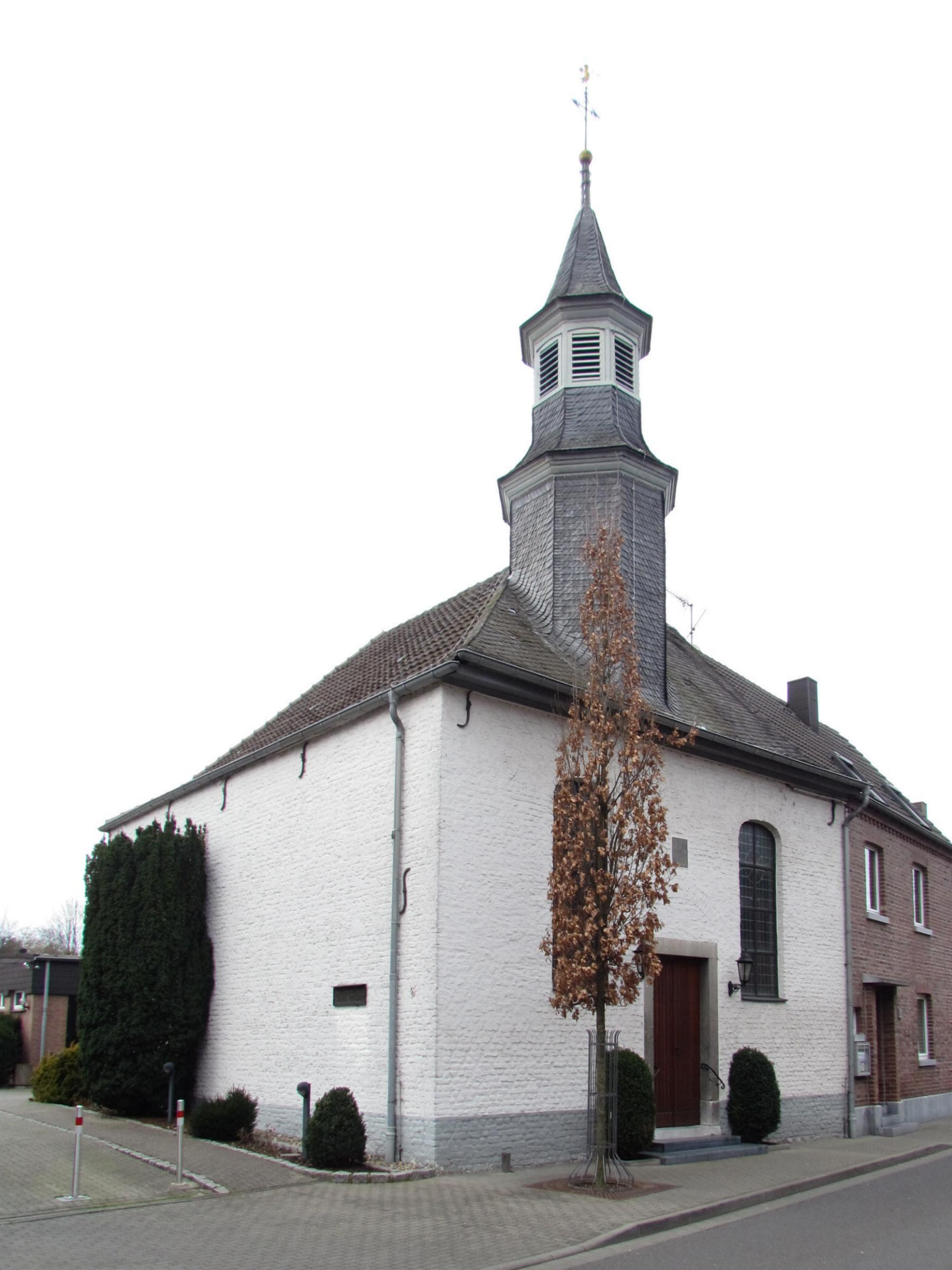

Die evangelische Kirche befindet sich im Ortsteil Randerath der Stadt Heinsberg in Nordrhein-Westfalen. Sie ist die einzige Kirche der Evangelischen Kirchengemeinde Randerath im Kirchenkreis Jülich der Evangelischen Kirche im Rheinland und steht als Baudenkmal unter Denkmalschutz.

## Lage
Die Kirche steht an der Asterstraße 9, in der Nähe des Marktplatzes und der katholischen Pfarrkirche in Randerath. Gegenüber an der Asterstraße 8 stand von 1790 bis 1900 die Synagoge.

## Geschichte
Dort wo heute die evangelische Kirche steht, wurde bereits 1572 eine evangelische Synode abgehalten. Gottesdienste und Amtshandlungen fanden zu diesem Zeitpunkt in Privathäusern, Scheunen oder behelfsmäßigen Unterkünften statt. Eine erste Ende des 17. Jahrhunderts errichtete eigene Kirche wurde Opfer eines Großbrandes. Im Jahre 1718/19 errichtete man die jetzige Kirche als Saalkirche. Bis nach dem Zweiten Weltkrieg wurde das Gebäude flankiert von der evangelischen Schule auf der einen und dem Pfarrhaus auf der anderen Seite. Letzteres wurde nach seiner Zerstörung nicht wieder aufgebaut. Nach der Beseitigung von Kriegsschäden erfolgten von 1957 bis 1961 eine Renovierung und bauliche Erweiterungen. Im Jahre 1982 entstand im rückwärtigen Bereich des Kirchengeländes ein Gemeindezentrum mit einem Jugendheim. 1996 wurde der Glockenturm erneuert und die Kirche mit einem neuen Anstrich versehen.

## Architektur
Die Kirche ist eine Saalkirche aus Backstein. Die Fenster sind leicht rundbogig. Links über dem Eingang steht auf dem Dach ein Dachreiter, in dem eine Glocke hängt. Die Eingangstüre ist in Blausteingewände gefasst. Über der Türe ist ein Chronogramm von der Grundsteinlegung vom 17. September 1717 eingemauert.

## Ausstattung
- Eine mechanische Orgel ist vorhanden.
- Im Dachreiter befindet sich ein zweistimmiges Bronzegeläute, welches auf die katholische Kirche abgestimmt ist. Es erklingt in den Tönen dis′ und fis′, darunter befinden sich eine neue Glocke der Gießerei Rincker, sowie eine alte Glocke.
- Die Kirche besitzt eine Buntverglasung.[2]
- In der Kirche stehen ein Abendmahlstisch, eine Kanzel

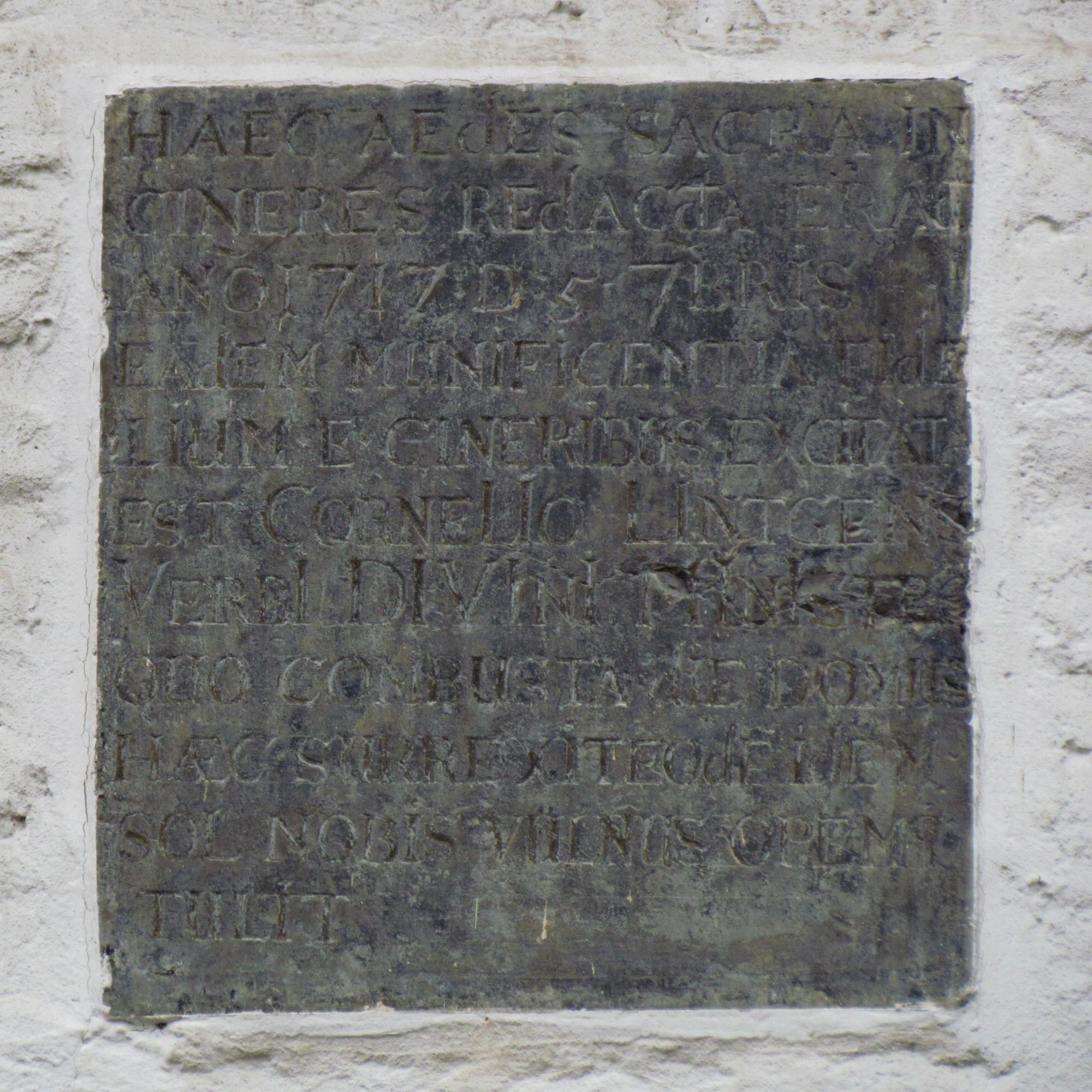
Chronogramm
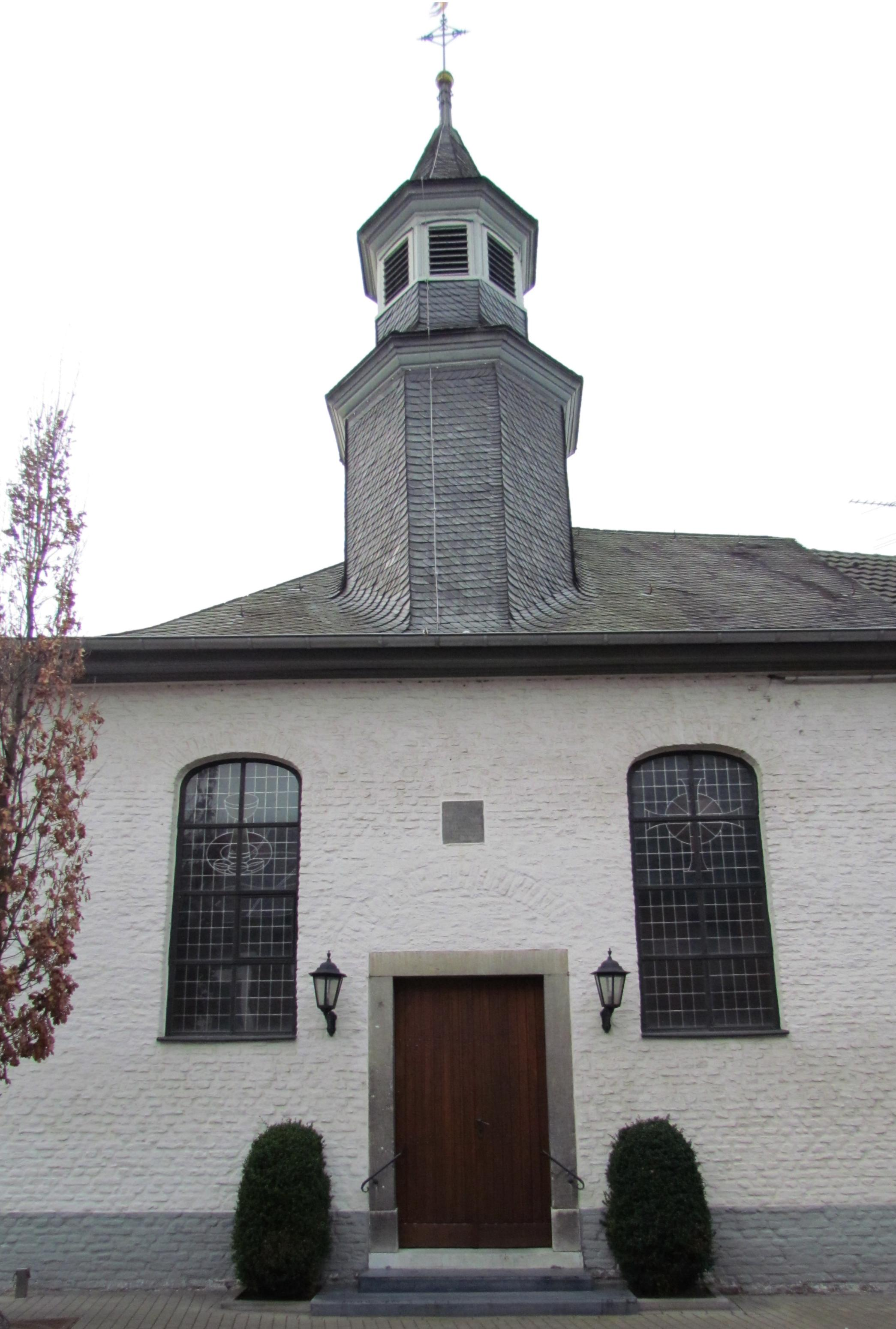
Straßenansicht
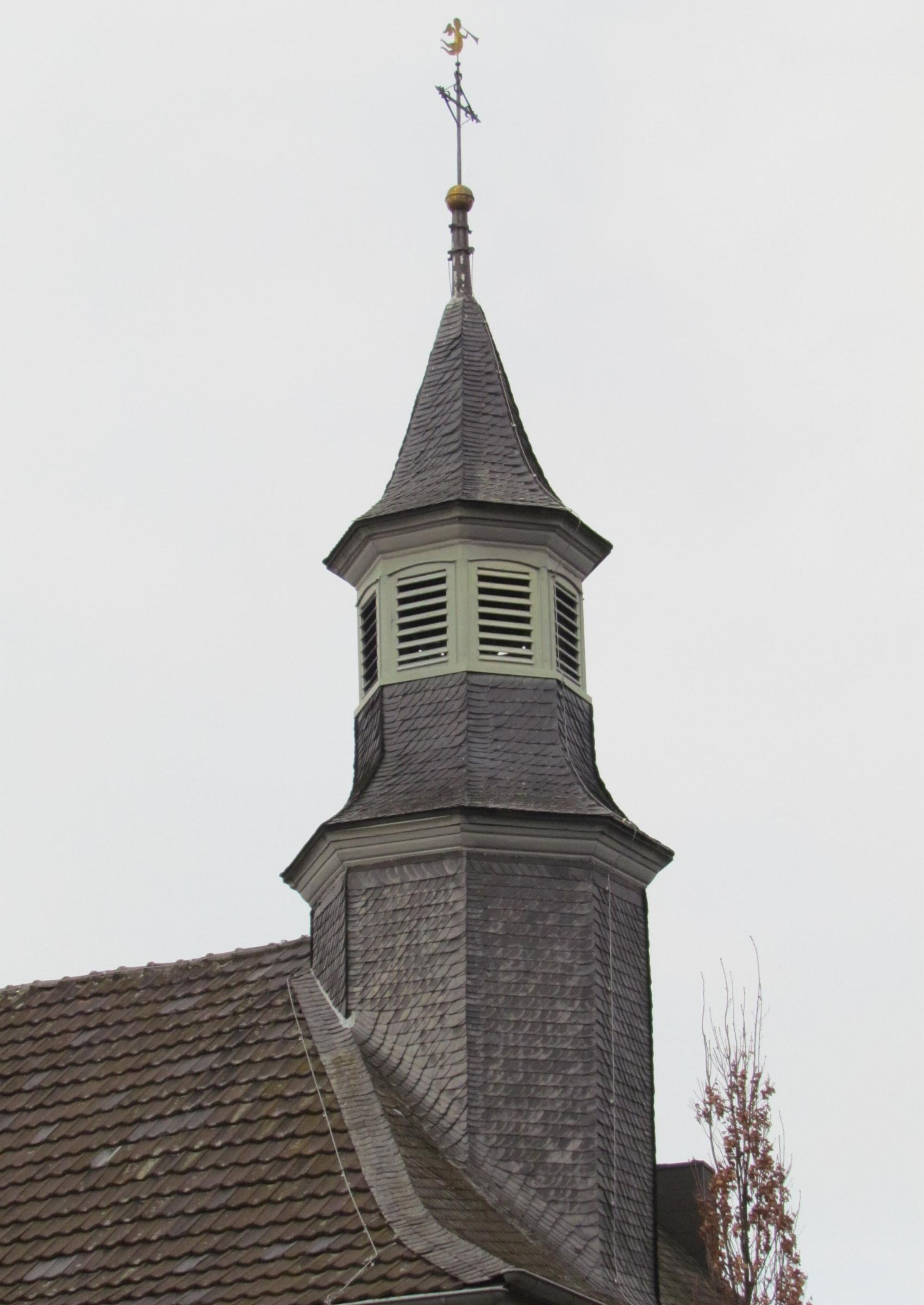
Dachreiter

## Presseberichte
- Randerather Konzerte gehen in die nächste Runde (AZ vom 28. Januar 2011)
- Randerather Kirchenkonzerte bieten wahren Hörgenuss (AZ vom 27. September 2013)